# Eugenia kanakana
Eugenia kanakana är en myrtenväxtart som beskrevs av Neil Snow. Eugenia kanakana ingår i släktet Eugenia och familjen myrtenväxter.
Artens utbredningsområde är Mauritius. Inga underarter finns listade i Catalogue of Life.